# Cochero

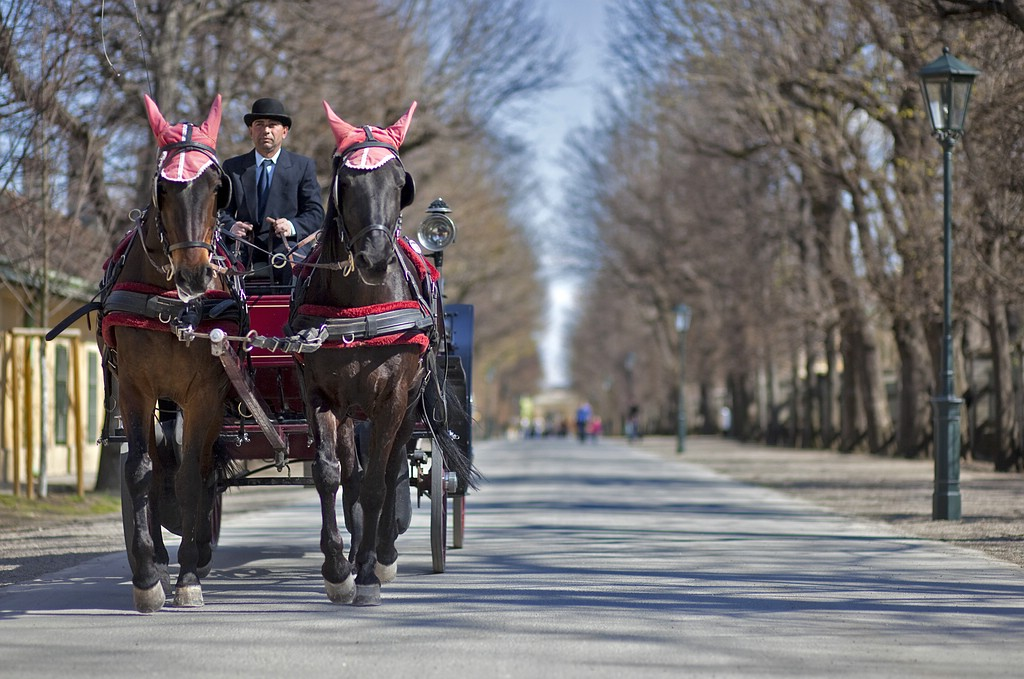
Cochero de un fiacre.

Cochero se refiere a los empleados que de oficio conducen o dirigen los coches de caballos.
Genéricamente, el término cochero comprende a los conductores de oficio de cualquier género de carruajes de comodidad, bien de rúa, bien de camino y para muchos efectos incluso a los conductores de cualquier género de carruajes, bien se llamaran cocheros, mayorales, caneleros, conductores, como los de las sillas-correos, etc. Y no solamente a estos, es decir a los serviciales, asalariados, imagineros, etc. que por oficio conducían o dirigían un carruaje o ajeno sino a los dueños o particulares, sin distinción de personas que lo conducían o dirigían por afición, cosa que se verificaba en los carruajes de lujo o comodidad.

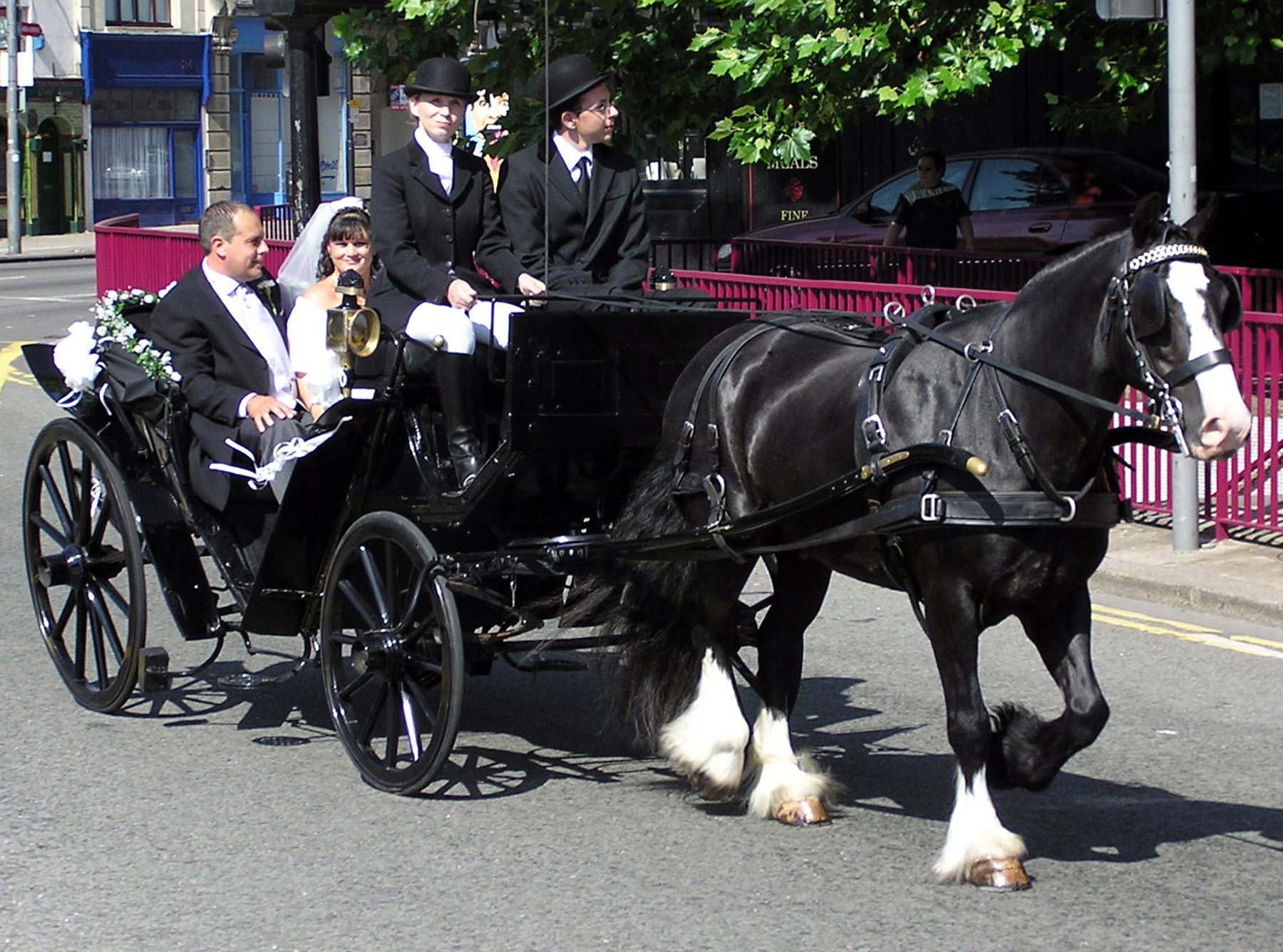
Cocheros en un coche de bodas.

Las leyes suntuarias, antiguas o anticuadas contienen minuciosas prescripciones sobre libreas y traje de cocheros, ora de rúa, ora de camino. Sobre que nunca pudiesen apear su librea: que con ella, y para mayor escarmiento y ejemplo, cumpliesen las penas en que como tales cocheros incurrieren, aun cuando la librea fuese de Casa Real. Que ni ellos, ni los lacayos, ni los lacayuelos o cazadores pudieran llevar como de librea, trajes o distintivos propios de la milicia. Sobre que despedidos, hubieran de evacuar el pueblo, etc. Pero la mayor parte de estas disposiciones cayeron en desuso. Otras normas establecían que ningún cochero de particulares podía usar a su arbitrio, ni de sus amos librea de Casa Real y ninguno insignias o distintivos del ejército ni de otra clase o institución, constituida por ley o reglamentos especiales.

## Cocheros de servicio público

Cochero de una berlina.

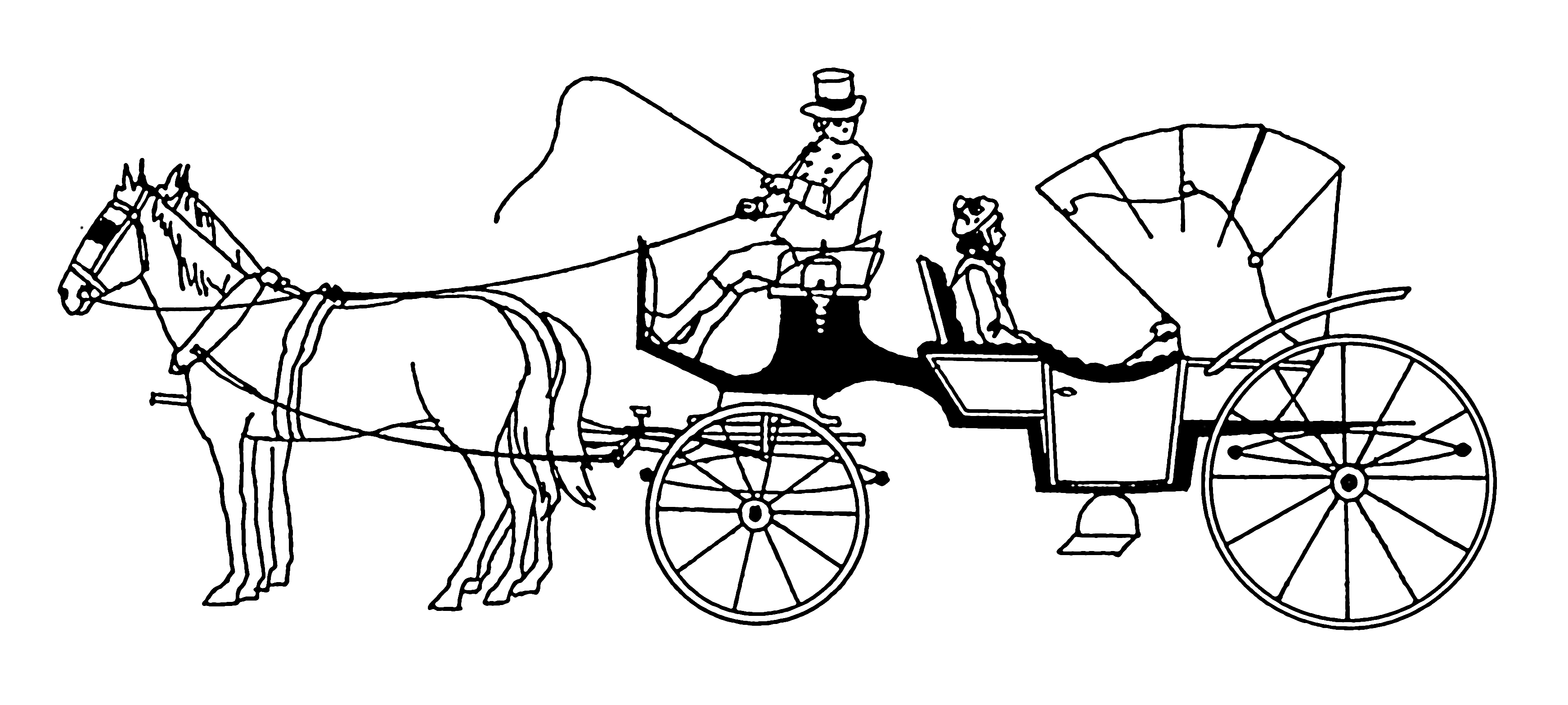
Cochero de una calesa.

Entre las obligaciones que se estipulaban a los cocheros de servicio público figuraban:
- Todos los conductores de carruajes debían ir, durante el servicio, provistos de reloj de bolsillo, arreglado en lo posible al del Ministerio de la Gobernación, confrontando su reloj con el de la persona que usara el carruaje al tiempo de tomar éste, si lo llevara.
- Los cocheros se debían presentar al servicio público vestidos con aseo, limpieza y la mayor decencia posible y usar de los mejores modales sin proferir palabras escandalosas, indecorosos, ni ofensivas a la moral pública, empleando en los casos de duda o discordia los medios de persuasión que les inspirara su razonamiento teniendo presente siempre y manifestando para mayor satisfacción, el Reglamento de carruajes.
- Debían permanecer constantemente en las paradas o puntos designados por la Autoridad, sin salir de ellos, bajo ningún pretexto, más que para relevar el ganado a las horas que los jefes les señalaran y para servir al público con el carruaje volviendo al punto de parada tan luego cumo hubieran concluido.

Los conductores de estos carruajes, desde el momento de salir de la cochera para servir al público eran responsables del coche que llevan a su cargo y para ello debían reconocerlo todos los días, antes de salir, el carruaje, ganado y atalajes por si les faltaba alguna pieza y el caballo por si no se hallaba corriente de herraje y guarniciones respectivas. Los dueños de carruajes debían entregar a los cocheros, al tiempo de recibirles a su servicio una nota detallada de todas las prendas u objetos que debía de tener a su cuidado y de las cuales habían de ser responsables.
Los conductores de carruajes eran responsables, personal y pecuniariamente de cuantas faltas cometieran con los mismos durante el servicio y por lo tanto, debían sufrir las consecuencias que por tal concepto hubieran de recaer sobre ellos a virtud de providencia judicial. Del mismo modo, eran responsables frente a sus amos del importe del servicio que prestaran con el mismo en todo el tiempo que faltaran de sus respectivos puntos o paradas lo hubieran cobrado o no a las personas servidas por consideraciones indebidas, pur su descuido, negligencia u otra causa.

## Etimología de la palabra cochero ocoach
Kocs (pronunciado "kotch") fue una ciudad húngara en el siglo XV, que dio su nombre a un vehículo rápido ligero, que más tarde se extendió por toda Europa. Por lo tanto, la palabra inglesa coach, el español y el portugués coche, el alemán Kutsche y la Eslovaca y Checa koč probablemente se derivan de la etimología  del húngaro  "kocsi", que significa literalmente "de Kocs".
Un cochero con cuatro caballos es un cochero de cuatro. Un cochero junto con los caballos, arnés y asistentes es una participación.
Un cochero podía tener un compartimento integrado llamado un inicio, utilizado originalmente como un asiento para el cochero y posteriormente para el almacenamiento de información. Un caso de equipaje para la parte superior de un cochero fue llamado un imperial; el compartimiento superior o techo  de un cochero también fue conocido como un segundo imperial. En el siglo XIX el término coach o cochero se aplicó en inglés al  maquinista del ferrocarril, y más tarde al cochero de autos motorizados antes de adoptar, procedente del francés, chófer.